# Верхнее Заитово
Верхнее Заитово (Үрге Зәйет) — упразднённое село Туймазинского района Башкирии, вошедшее в 1940 году в состав рабочего посёлка Октябрьский (город с 1946 года).

## География
Расположено было в центре Бугульмино-Белебеевской возвышенности, на западе Башкортостана.

## Топоним
Известно под названием Заитово с 1773 года.
Было известно и как Верхне-Заитово.

## История
Основано башкирами Кыр-Еланской волости Казанской дороги на собственных землях. До нашего времени сохранился договор 1773 года о припуске служилых татар.
К 1940 село являлось административным центром Верхнезаитовского сельсовета Туймазинского района.

## Население
В 1795 в 44 дворах проживало 264 человек, в 1865 в 110 дворах — 628 жителей, в 1906—1124; в 1920—1329; 1939—989.

### Национальный состав
Проживали изначально башкиры, затем в 18 веке переселились служилые татары, перешедшие впоследствии в сословие тептярей.

## Инфраструктура
Заитовцы занимались скотоводством, земледелием. Была мечеть, 2 училища, ветряная мельница. В 1906 году действовала мечеть, кузница, хлебозапасный магазин.

## Транспорт
Село было доступно автотранспортом.